# Walter Mondale
Walter Frederick Mondale (Ceylon, Minnesota; 5 de gener de 1928 – Minneapolis, Minnesota; 19 d'abril de 2021), conegut com a Fritz Mondale, va ser vicepresident dels Estats Units des del 20 de gener de 1977 fins al 20 de gener de 1981, sota la presidència del demòcrata Jimmy Carter.
Era d'una família d'origen noruec. Els seus primers passos en la política van ser com a col·laborador a la campanya presidencial de Hubert Humphrey. Va estudiar Dret i es va fer advocat. De 1964 a 1977 va ser senador per Minessota. Des de 1968 va qualificar d'error haver donat suport a la Guerra del Vietnam. Jimmy Carter el va escollir com a candidat a vicepresident, quan l'altre candidat possible era l'aleshores senador per Idaho Frank Church; però Carter preferí Mondale, que estava més ben relacionat amb polítics importants del partit Demòcrata com Hubert Humphrey o George McGovern.
Davant els efectes de la crisi econòmica i dels ostatges estatunidencs del règim islàmic iranià, Mondale continuà fent costat a Jimmy Carter; i els dos es presentaren a la reelecció, que perderen davant Ronald Reagan.
Va morir el 19 d'abril de 2021 a l'edat de 93 anys.